# Leonarda Prażmowska
Leonarda Prażmowska (ur. 11 maja 1982) – polska lekkoatletka, specjalizująca się w skoku wzwyż, medalistka mistrzostw Polski.

## Kariera sportowa
Była zawodniczką LKS Błękitni Osowa Sień.
Na mistrzostwach Polski seniorek na otwartym stadionie zdobyła jeden medal - brązowy w skoku wzwyż w 2002. W  tej samej konkurencji wywalczyła brązowe medale halowych mistrzostw Polski w 2001 i 2002.
Rekord życiowy w skoku wzwyż: 1,81 (25.08.2002).